# Большая премия за лучшие романы полувека
Большая премия за лучшие романы полувека (фр. Grand prix des Meilleurs romans du demi-siècle) — французская литературная премия, которой в 1950 году были отмечены 12 романов, изданных за период с 1900 по 1950 год.

## История
Идея награды для лучших романов первой половины XX века была предложена в конце 1940-х годов писателем и журналистом Франсисом Карко и поддержана газетой Le Figaro. Произведения отбирались специальным жюри из 12 известных людей:
- Колетт (председатель)
- Эдуар Эррио, бывший премьер-министр
- Анри Мондор, медик и писатель
- Марсель Паньоль, писатель и кинематографист
- Франсис Карко, поэт и писатель
- Альбер Сарро, бывший премьер-министр
- Пьер Бриссон, директор Le Figaro
- Жюльен Кен, генеральный администратор Французской национальной библиотеки
- Жак Жожар, бывший директор музеев Франции и генеральный директор искусств и литературы
- Луи Жокс, генеральный директор по культурным связям
- Жан Полан, писатель и литературный критик
- Поль Гют, журналист и писатель

Первоначальный список из 25 романов был сокращен до дюжины на последнем заседании жюри, состоявшемся в парижском отеле Риц 26 мая 1950. Среди отвергнутых при окончательном выборе были такие шедевры, как «Жан-Кристоф» Ромена Роллана и «Путешествие на край ночи» Луи-Фердинана Селина. Последний автор, занявший в 1951 году в голосовании читателей журнала Carrefour седьмое место среди «двенадцати живущих писателей, которые станут классиками к 2000 году», с иронией вернулся к этому событию в своем романе «Феерия для другого раза», законченном по выходе из тюрьмы и возвращении во Францию в июле 1951, и изданном в июне 1952. В диалоге он спрашивает читателя, зачем тот покупает его книги, и говорит о себе в третьем лице:

«Он словно агонизирует, но забавен!»… «Это клоун Столетия!»… не половины!… жалкое «полу-столетие»!… это как «полу-бог»… то есть, ничто!… говорите, не-гений!… так улицы полны гениев!… Это сделало бы меня неправым!… «Купите её»! вот и всё… короче! просто! и моя признательность вами приобретена…— Seline L.-F. Féerie pour une autre fois // Romans. T. IV. — P.: Gallimard, 1993 (Bibliothèque de la Pléiade). — ISBN 978-2-07-011336-1, p. 1253
12 избранных романов были переизданы Андре Соре в составе специальной коллекции de luxe, тиражом 3000 экземпляров каждый, отпечатанных форматом in-8° на веленевой бумаге в Национальной типографии (по 300 экземпляров каждой книги было издано на ещё более дорогой крупной верже). Издания были иллюстрированы именитыми рисовальщиками и снабжены предисловиями Франсиса Карко. Дополнительным томом в составе коллекции был издан роман Колетт «Странница» (La Vagabonde; иллюстрации Марселя Вертеса), исключенный из голосования по настоянию автора.

## Лауреаты
Список лауреатов был опубликован 3 июня 1950 в Le Figaro.
|  | Автор            | Название                     | Оригинальное название         | Год публикации | Иллюстратор в 1950        |
|  | ---------------- | ---------------------------- | ----------------------------- | -------------- | ------------------------- |
|  | Валери Ларбо     | Фермина Маркес               | Fermina Márquez               | 1911           | Поль Леманьи              |
|  | Анатоль Франс    | Боги жаждут                  | Les dieux ont soif            | 1912           | Кес ван Донген            |
|  | Морис Баррес     | Вдохновенный холм            | La Colline inspirée           | 1913           | Альбер Декарис            |
|  | Марсель Пруст    | Любовь Свана                 | Un amour de Swann             | 1913           | Андре Дюнуайе де Сегонзак |
|  | Жорж Дюамель     | Полуночная исповедь          | Confession de minuit          | 1920           | Бертольд Ман              |
|  | Жак де Лакретель | Зильберман                   | Silbermann                    | 1922           | Валентин Юго              |
|  | Андре Жид        | Фальшивомонетчики            | Les Faux-monnayeurs           | 1925           | Андре Мино                |
|  | Франсуа Мориак   | Тереза Дескейру              | Thérèse Desqueyroux           | 1927           | Деметриос Галанис         |
|  | Андре Мальро     | Удел человеческий            | La Condition humaine          | 1933           | Пьер-Эжен Клерен          |
|  | Жорж Бернанос    | Дневник сельского священника | Journal d’un curé de campagne | 1936           | Морис Мурло               |
|  | Жан-Поль Сартр   | Тошнота                      | La Nausée                     | 1938           | Эдуар Гёр                 |
|  | Жюль Ромен       | Сладость жизни               | La Douceur de la vie          | 1939           | Эдмон Эзе                 |

## Двенадцать лучших романов XIX века
На волне успеха серии у читающей публики, в 1952 году была предпринята попытка организовать Большую премию лучших романов XIX века. В ноябре были отобраны следующие произведения:
- Адольф / Adolphe (Бенжамен Констан, 1816)
- Красное и чёрное / Le Rouge et le Noir (Стендаль, 1830)
- Двойная ошибка / La Double Méprise (Проспер Мериме, 1833)
- Отец Горио / Le Père Goriot (Оноре Бальзак, 1834)
- Мадам Бовари / Madame Bovary (Гюстав Флобер, 1857)
- Доминик / Dominique (Эжен Фромантен, 1863)
- Плеяды / Les Pléiades (Артюр де Гобино, 1874)
- Дитя / l’Enfant (Жюль Валлес, 1879)
- Жерминаль / Germinal (Эмиль Золя, 1885)
- Ученик / Le Disciple (Поль Бурже, 1889)
- Дармоед / l'Écornifleur (Жюль Ренар, 1892)
- В пути / En route (Жорис Карл Гюисманс, 1895)

В 1957 году Le Figaro также опубликовала список двенадцати лучших французских любовных романов полувека.